# Campeonato Paulista de Futebol Feminino de 2017
O Campeonato Paulista de Futebol Feminino de 2017 foi a 25.ª edição do campeonato de futebol feminino organizado pela Federação Paulista de Futebol (FPF), disputado entre 9 de abril e 8 de outubro e reuniu 16 equipes.

## Fórmula de disputa
- Primeira fase: Os clubes formarão 2 Grupos com 8 participantes, regionalizados e jogarão entre si, em turno e returno, classificando-se para a segunda fase os 4 melhores de cada grupo.
- Segunda fase: Os 8 clubes classificados formarão 2 grupos de 4 e jogarão entre si, em turno e returno. Classificando-se para a terceira fase os dois mais bem colocados de cada grupo.
- Terceira fase: Os 4 clubes classificados formarão 2 grupos de 2 e jogarão entre si, em turno e returno. Classificando-se para a quarta fase o melhor colocado de cada grupo.
- Quarta fase: Os 2 clubes classificados jogarão entre si, em turno e returno, para definição de campeão e vice-campeão.

### Critérios de desempate
O desempate entre duas ou mais equipes na primeira fase seguiu a ordem definida abaixo:
1. Número de vitórias
2. Saldo de gols
3. Gols marcados
4. Menor número de cartões vermelhos recebidos
5. Menor número de cartões amarelos recebidos
6. Sorteio

## Participantes
| Equipe           | Cidade                | Estádio                   | Capacidade |
| ---------------- | --------------------- | ------------------------- | ---------- |
| Audax            | Osasco                | José Liberatti            | 17.780     |
| Botafogo         | Ribeirão Preto        | Santa Cruz                | 45.000     |
| Centro Olímpico  | São Paulo             | Distrital da Vila Guarani | 500        |
| Corinthians      | São Paulo             | Arena Barueri             | 31.452     |
| Embu das Artes   | Embu das Artes        | Hermínio Esposito         | 4.908      |
| Ferroviária      | Araraquara            | Arena da Fonte Luminosa   | 20.950     |
| Francana         | Franca                | José Lancha Filho         | 14.686     |
| Juventus         | São Paulo             | Rua Javari                | 4.004      |
| Ponte Preta      | Campinas              | Eugênio Franceschini      | 1.800      |
| Portuguesa       | São Paulo             | CT da Portuguesa          | 500        |
| Rio Branco       | Americana             | Décio Vitta               | 16.300     |
| Rio Preto        | São José do Rio Preto | Anísio Haddad             | 14.126     |
| Santos           | Santos                | Vila Belmiro              | 16.068     |
| São José         | São José dos Campos   | Martins Pereira           | 15.317     |
| Taubaté          | Taubaté               | Joaquim de Morais Filho   | 9.600      |
| XV de Piracicaba | Piracicaba            | Barão de Serra Negra      | 18.000     |

## Primeira fase

### Grupo 1
| Pos. | Equipe           | Pts | J  | V  | E | D  | GP | GC | SG  |
| ---- | ---------------- | --- | -- | -- | - | -- | -- | -- | --- |
| 1    | Rio Preto        | 39  | 14 | 13 | 0 | 1  | 55 | 10 | +45 |
| 2    | Ponte Preta      | 29  | 14 | 9  | 2 | 3  | 32 | 18 | +14 |
| 3    | Ferroviária      | 28  | 14 | 8  | 4 | 2  | 42 | 13 | +29 |
| 4    | Audax[a]         | 21  | 14 | 6  | 5 | 3  | 26 | 21 | +5  |
| 5    | XV de Piracicaba | 19  | 14 | 5  | 4 | 5  | 33 | 19 | +14 |
| 6    | Botafogo-SP      | 10  | 14 | 3  | 1 | 10 | 8  | 28 | -20 |
| 7    | Francana         | 9   | 14 | 2  | 3 | 9  | 9  | 49 | -40 |
| 8    | Rio Branco-SP    | 1   | 14 | 0  | 1 | 13 | 10 | 57 | -47 |

a.^  O Audax foi punido com a perda de dois pontos por escalação de jogadora irregular.

### Grupo 2
| Pos. | Equipe          | Pts | J  | V  | E | D  | GP | GC | SG  |
| ---- | --------------- | --- | -- | -- | - | -- | -- | -- | --- |
| 1    | Corinthians     | 38  | 14 | 12 | 2 | 0  | 70 | 6  | +64 |
| 2    | Santos          | 38  | 14 | 12 | 2 | 0  | 41 | 6  | +35 |
| 3    | São José-SP     | 26  | 14 | 8  | 2 | 4  | 21 | 10 | +11 |
| 4    | Portuguesa      | 21  | 14 | 6  | 3 | 5  | 24 | 19 | +5  |
| 5    | Embu das Artes  | 11  | 14 | 3  | 2 | 9  | 15 | 29 | -14 |
| 6    | Taubaté         | 10  | 14 | 3  | 1 | 10 | 10 | 33 | -23 |
| 7    | Juventus-SP     | 9   | 14 | 2  | 3 | 9  | 8  | 32 | -24 |
| 8    | Centro Olímpico | 6   | 14 | 1  | 3 | 10 | 10 | 64 | -54 |

|  |                                   |
|  | Classificados para a segunda fase |
|  | Eliminados na primeira fase       |

## Segunda fase

### Grupo 3
| Pos. | Time        | Pts | J | V | E | D | GP | GS | SG  |
| ---- | ----------- | --- | - | - | - | - | -- | -- | --- |
| 1    | Santos      | 15  | 6 | 5 | 0 | 1 | 14 | 3  | +11 |
| 2    | Rio Preto   | 12  | 6 | 4 | 0 | 2 | 13 | 8  | +5  |
| 3    | São José-SP | 9   | 6 | 3 | 0 | 3 | 5  | 8  | -3  |
| 4    | Audax       | 0   | 6 | 0 | 0 | 6 | 4  | 17 | -13 |

### Grupo 4
| Pos. | Time        | Pts | J | V | E | D | GP | GS | SG  |
| ---- | ----------- | --- | - | - | - | - | -- | -- | --- |
| 1    | Corinthians | 14  | 6 | 4 | 2 | 0 | 12 | 0  | +12 |
| 2    | Ponte Preta | 10  | 6 | 3 | 1 | 2 | 10 | 10 | 0   |
| 3    | Ferroviária | 7   | 6 | 1 | 4 | 1 | 7  | 5  | +2  |
| 4    | Portuguesa  | 1   | 6 | 0 | 1 | 5 | 5  | 19 | -14 |

|  |                                 |
|  | Classificados para a fase final |
|  | Eliminados na segunda fase      |

## Fase final
Em itálico, os times que possuem o mando de campo no primeiro jogo do confronto e em negrito os times classificados.
|  | Semifinais  | Semifinais | Semifinais | Semifinais |   |        | Final | Final | Final | Final |
|  |             |            |            |            |   |        |       |       |       |       |
|  | Santos      | 1          | 2          | 3          |   |        |       |       |       |       |
|  | Ponte Preta | 0          | 0          | 0          |   |        |       |       |       |       |
|  | Ponte Preta | 0          | 0          | 0          |   | Santos | 1     | 1     | 2     |       |
|  |             |            |            |            |   | Santos | 1     | 1     | 2     |       |
|  |             | Rio Preto  | 1          | 3          | 4 |        |       |       |       |       |
|  | Corinthians | Rio Preto  | 1          | 3          | 4 | 0      | 0     | 0     |       |       |
|  | Corinthians |            |            |            |   | 0      | 0     | 0     |       |       |
|  | Rio Preto   | 2          | 0          | 2          |   |        |       |       |       |       |

### Final
Ida
| 30 de setembro | Rio Preto           | 1 – 1 | Santos    | Anísio Haddad, São José do Rio Preto |
| 15:00          | Millene (pen) 90+3' |       | 16' Brena | Árbitro: SP Kleber Canto dos Santos  |

| Rio Preto | Santos |

Volta
| 07 de outubro | Santos   | 1 – 3 | Rio Preto                           | Vila Belmiro, Santos               |
| 17:00         | Brena 5' |       | 7' Jéssica · 45' Lelê · 85' Millene | Árbitro: SP Leandro Bizzio Marinho |

| Santos | Rio Preto |

## Premiação
| Campeonato Paulista de Futebol Feminino 2017 |
| -------------------------------------------- |
| Rio Preto Campeão (2° título)                |